# Luke Harding

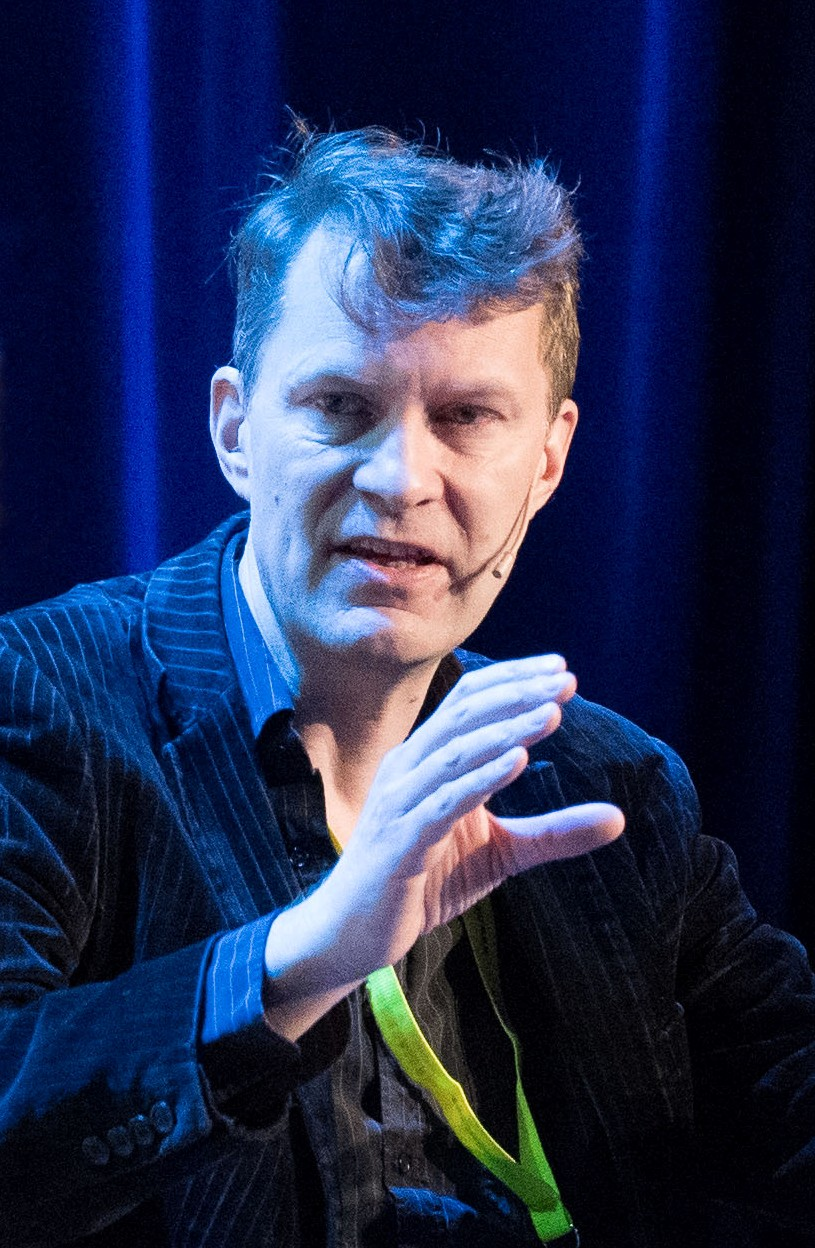
Luke Harding (Mai 2018)

Luke Daniel Harding (* 1968 in Nottingham) ist ein britischer Journalist, der für die britische Zeitung The Guardian schreibt.

## Leben
Von 2007 bis 2011 arbeitete Harding für die Zeitung The Guardian in Russland. Er war zudem neben Moskau in Berlin und in Delhi tätig.
Zusammen mit dem britischen Investigativjournalisten David Leigh veröffentlichte Harding das Buch WikiLeaks: Inside Julian Assange's War on Secrecy. Der US-amerikanische Film Inside Wikileaks – Die fünfte Gewalt des Regisseurs Bill Condon aus dem Jahr 2013 basiert zu Teilen auf ihrem Buch.

## Veröffentlichungen
- Mafia State: How One Reporter Became an Enemy of the Brutal New Russia. Random House, New York 2011, ISBN 978-0-85265-247-3.
  - deutsch: Mafiastaat: Ein Reporter in Putins Russland. Leske, Düsseldorf, ISBN 978-3-942377-05-8.
- WikiLeaks: Inside Julian Assange’s War on Secrecy. Public Affairs. New York 2011, ISBN 978-1-61039-061-3.
  - deutsch: mit David Leigh: WikiLeaks: Julian Assanges Krieg gegen Geheimhaltung. Leske, Düsseldorf 2013, ISBN 978-3-942377-08-9.
- The Snowden Files: The Inside Story of the World’s Most Wanted Man. Vintage Books, New York 2014, ISBN 978-0-8041-7352-0.
  - deutsch: Edward Snowden. Geschichte einer Weltaffäre. Edition Weltkiosk, London/Berlin 2014, ISBN 978-3-942377-09-6.[1]

- A Very Expensive Poison: The Definitive Story of the Murder of Litvinenko and Russia's War with the West. Guardian Faber, 2016, ISBN 978-1783350940.
  - deutsch: Ein sehr teures Gift: Der Mord an Alexander Litwinenko und Russlands Krieg gegen den Westen. Düsseldorf, ISBN 978-3-942377-14-0.
- Collusion: Secret Meetings, Dirty Money, and How Russia Helped Donald Trump Win. Vintage Books, New York 2017, ISBN 978-0525562511.
  - deutsch: Verrat: geheime Treffen, schmutziges Geld und wie Russland Trump ins Weiße Haus brachte. München 2017, ISBN 978-3-8275-0116-5.

- Shadow State. Murder, Mayhem, and Russia’s Remaking of the West. Guardian Faber, London 2021, ISBN 978-1-78335-206-7.
- Invasion. Russia’s Bloody War and Ukraine’s Fight for Survival. Faber & Faber, London 2022, ISBN 978-1-78335-282-1.